# Åsa Mogensen
Åsa Elisabeth Mogensen, née Åsa Eriksson le 21 juin 1972, est une ancienne handballeuse internationale suédoise, qui évolue au poste d'arrière.
Avec 254 sélections et 1 108 buts marqués pour l'équipe nationale de Suède, elle est la joueuse la plus capée et la seconde meilleure marqueuse de l'histoire de la sélection, derrière Mia Hermansson-Högdahl.

## Palmarès

### En club
compétitions internationales
- vainqueur de la Coupe des Villes (C4) en 1998 (avec Ikast Bording EH)

compétitions nationales
- vainqueur du Championnat de Suède en 1992, 1994, 1995 et 1996 (avec Sävsjö HK)
- vainqueur du Championnat du Danemark en 1998 (avec Ikast Bording EH)
- vainqueur de la Coupe du Danemark en 1999, 2000 (avec Ikast Bording EH) et 2005 (avec Horsens HK)